# Zosterops hypoxanthus
Zosterops hypoxanthus là một loài chim trong họ Zosteropidae.